# Славістична збірка
«Славістична збірка» — науковий продовжуваний міждисциплінарний часопис, що з 2015 р. видається Інститутом української археографії та джерелознавства ім. М. С. Грушевського НАН України за матеріалами щорічних міжнародних наукових конференцій, присвячених пам'яті доктора історичних наук, професора, члена-кореспондента НАН України Павла Степановича Соханя.
Структура збірника визначається як тематикою публікацій, так і специфікою мети діяльності Інституту української археографії та джерелознавства ім. М. С. Грушевського НАН України. Перший розділ присвячується публікаціям джерел та досліджень, присвячених життєдіяльності та аналізу наукової спадщини професора Павла Соханя. Другий розділ, враховуючи мету й завдання діяльності Інституту, відводиться для археографічних публікацій джерел та джерелознавчих праць з широкого кола історії та культури слов'янських народів, що чітко вирізняє «Славістичну збірку» з-поміж інших українських слов'янознавчих часописів. Відповідно, третій розділ відводиться для публікації досліджень з історіографії та історії слов'янознавства загалом. Натомість у четвертому розділі друкуються праці з найрізноманітніших питань широкого кола історії та культури слов'янських народів. Важливе значення редакція збірки приділяє й оглядам та рецензіям праць з тематичного поля збірки, а також бібліографічним публікаціям з українського та світового слов'янознавства.
Робочими мовами статей та матеріалів, що публікуються в «Славістичній збірці», є українська, кримськотатарська, англійська, німецька, французька, польська, білоруська, чеська, словацька, болгарська, хорватська, македонська та сербська.

## Редактори
- Гордієнко Дмитро Сергійович (2015 p. —)
- Корнієнко Вячеслав Васильович (2015 p. —)

## Редакційна колегія
- д. іст. н. Папакін Георгій Володимирович (голова)
- к. іст. н. Маврін Олександр Олександрович (заступник голови)
- д., проф. Ковальчик Рафал (м. Лодзь, Республіка Польща)
- д. іст. н., проф. Миронець Надія Іванівна
- д. іст. н., проф. Мицик Юрій Андрійович
- д. іст. н., проф. Піскун Валентина Миколаївна
- д. іст. н. Гирич Ігор Борисович
- д. іст. н. Ковальчук Оксана Олександрівна
- д. іст. н. Корнієнко Вячеслав Васильович
- д. іст. н. Однороженко Олег Анатолійович
- к. іст. н. Бурім Дмитро Васильович
- к. іст. н. Гордієнко Дмитро Сергійович
- к. іст. н. Каневська Ірина Олександрівна
- к. іст. н. Сінкевич Наталя Олександрівна (м. Тюбінген, ФРН)
- к. іст. н. Стародуб Андрій Вікторович
- к. іст. н. Потульницький Георгій Володимирович

## Перший випуск
Славістична збірка. — Вип. I: Збірка статей за матеріалами Перших Міжнародних наукових Соханівських читань (м. Київ, 18 листопада 2014 р.) / За редакцією Д. Гордієнка та В. Корнієнка; Інститут української археографії та джерелознавства імені М. С. Грушевського НАН України. — К., 2015. — 396 с.; іл.
Зміст:
Пам'яті Павла Соханя (1926—2013)
- О. Марченко (Київ). Внесок Павла Соханя у відродження української археографії: щодо діяльності Археографічної комісії
- О. Маврін (Київ). Візія Павла Соханя щодо розвитку української археографії

Джерела та джерелознавство слов'янської історії
- Т. Шевченко (Київ). Етнохороніми українців, білорусів і литовців в єзуїтських джерелах ранньомодерної доби
- А. Папакін (Київ). Українські архівні документи з історії українсько-болгарських дипломатичних стосунків 1918—1920 рр.
- С. Шевченко (Кіровоград). Джерела держархіву Кіровоградської області з історії сербської діаспори та українсько-сербських зв'язків дорадянського часу
- І. Старовойтенко (Київ). Матеріали про Кубань на сторінках української щоденної газети «Рада» (1906—1908 роки): джерельний потенціал
- І. Ярмошик (Житомир). Вільшанська (1617 р.) та Роставицька (1619 р.) угоди як етапи військово-політичного становлення українського козацтва
- Установчі документи Українського наукового інституту у Варшаві (публікація Д. Гордієнка)

Історіографія та історія слов'янознавства
- І. Борщак (Париж). Словʼянські студії у Франції (1840—1950)
- З. Борисюк (Київ). Україна на сторінках «Слов'янського світу», першого французького слов'янознавчого журналу
- В. Потульницький (Київ). Проблема спільного минулого слов'янських народів у контексті дискусій між провідними європейськими вченими в першій половині 1930-х років
- Н. Солонська (Київ). Книжкові виставки як напрям науково-бібліографічної діяльності українського комітету славістів та Національної бібліотеки України імені В. І. Вернадського (2005—2014)
- О. Скороход (Кіровоград). Історія українсько-сербських звʼязків на сторінках «Українського історичного журналу» радянських років
- Д. Бурім (Київ). Дмитро Дорошенко як історик словʼянських народів і Східної Європи
- Т. Сидорчук (Київ). Визначний славіст Орест Зілинський та Український науковий інститут Гарвардського університету: науково-видавничі плани та співпраця
- О. Ковтуненко (Житомир). Польська історична проблематика у працях М. Кареєва (1850—1931 pp.)
- Т. Ляліна (Кіровоград). Діяльність В. Каразіна в опублікованих матеріалах «Русской старины»

Історія та культура слов'ян
- В. Піскун (Київ). Участь уряду УНР в еміграції у прометеївському русі: політичний, територіальний та індивідуальний виміри
- R. Kowalczyk (Łódz). Polscy inżynierowie i technicy w życiu gospodarczym Ukrainy w końcu XIX i na początku XX wieku
- А. Паўлава (Мінськ). Зоаморфныя вобразы-сімвалы беларускай вясельнай абрадавай паэзіі
- В. Корнієнко (Київ). Розвідка Сави Шевченка про етимологію гідроніму «Інгул»
- П. Яницька (Київ). Іконопис Білорусі XVII—XVIII ст. як джерело відомостей про матеріально-побутове середовище населення земель Великого князівства Литовського
- В. Корнієнко (Київ). Дмитро Абрамович та його неопублікована праця з історії української літератури початку XVIII ст.
- І. Кондратьєв (Чернігів). Служебна шляхта Остерського та Любецького староств Київського воєводства — слов'янський та тюркський складники формування
- І. Скварцова (Мінск). Тыпалогія слуцкіх паясоў
- О. Іваненко (Київ). Зв'язки університетів наддніпрянської України з болгарськими науковими центрами (друга половина XIX — початок XX ст.)
- О. Песчаний (Київ). Іван Франко і Швейцарія
- І. Каневська (Київ). Журналістсько-публіцистична діяльність Ольгерда Бочковського на сторінках празького часопису «Slovansky přehled»
- А. Стародуб (Київ). Варіанти сучасних «реконструкцій» біографії білоруського громадсько-політичного діяча та публіциста Вʼячеслава Богдановича (1878—1939)

Рецензії. Огляди
- Д. Гордієнко (Київ). До української гуманітаристики: Т. П. Усатенко, Епістемологія українознавства: педагогічний контекст, Кіровоград 2014, 128 с.
- В. Корнієнко (Київ). Нове дослідження з історії культурного життя Одеси XIX — початку XX ст.: В. В. Левченко, Г. С. Левченко, Олександро-Невська церква Новоросійського університету: історія, персоналії, документи, Одеса 2015, 360 с.
- Скорочення
- Contents

## Другий випуск
Славістична збірка. — Вип. II: Збірка статей за матеріалами Других Міжнародних наукових Соханівських читань (м. Київ, 18 листопада 2015 р.) / За редакцією Д. Гордієнка та В. Корнієнка; Інститут української археографії та джерелознавства імені М. С. Грушевського НАН України. — К., 2016. — 440 с.; іл.
Зміст:
Пам'яті Павла Соханя (1926—2013)
- Д. Гордієнко (Київ). Українсько-болгарські відносини доби середньовіччя в дослідженні Павла Соханя
- М. Наконечна (Ніжин). Концепція життєтворчості Л. В. Сохань як форпост української науки

Джерела та джерелознавство слов'янської історії
- О. Маврін (Київ). Українська академічна археографія 80-х рр. XX ст.: від колоніальної до постколоніальної практики
- І. Ярмошик (Житомир). Листи Станіслава Жолкєвського як джерело до історії українського козацтва на зламі XVI—XVII ст.
- О. Ковальчук (Київ). Дослідження козацької еліти в першій половині XIX ст.: історіографічний, джерелознавчий та археографічний аспект
- І. Ворожбит (Київ). Листи О. Кістяківської до О. Кістяківського як джерело до вивчення повсякдення міста Києва другої половини XIX ст.
- І. Старовойтенко (Київ). Леонід Жебуньов у сюжетах епістолярію до Бориса Грінченка (1905—1910 роки)
- А. Папакін (Київ). Польський збройний чин під час Першої світової війни 1914—1918 рр. в українських архівах
- О. Макміллан (Одеса). Особисті матеріали А. В. Флоровського в архіві РАН як джерело вивчення «болгарського» періоду життя М. Г. Попруженка
- В. Корнієнко (Київ). Питання збереження фресок Успенського собору Єлецького монастиря у 1927 р. (за документами фонду Олекси Новицького)
- А. Яворський (Івано-Франківськ). Джерела до вивчення діяльності професійних організацій українських селян і робітників у Чехословаччині у 20–30-х роках XX століття
- О. Каковкіна (Дніпро). Матеріали фонду ЦК КПУ ЦДАГО України як джерело з історії українсько-болгарських/радянсько-болгарських відносин другої половини 1940-х — 1980-х рр.

Історіографія та історія слов'янознавства
- Н. Солонська (Київ). Наукові заходи як напрям діяльності Українського комітету славістів (2005—2014)
- В. Потульницький (Київ). Образ України у британській історичній та політичній думці XIX — першої третини XX ст.
- О. Юга (Кам'янець-Подільський). Проблема пошуку річпосполитською політичною елітою шляхів розв'язання «української проблеми» в середині XVII ст. у польській історіографії
- О. Біла (Житомир). Публікації із етнографії слов'янських народів на сторінках волинської періодики (XIX — поч. XX ст.)
- Ł. Bartosik (Łódz). Ukraina (Galicja Wschodnia) — za czasów księstwa warszawskiego, w świetle polskiej prasy
- О. Ковтуненко (Житомир). Роль країн-учасниць поділів Речі Посполитої у висвітленні російської історіографії XIX ст.
- Л. Мушкетик (Київ). Слов'янське народознавство на сторінках історико-статистичної серії «Австро-Угорська монархія в описах та ілюстраціях» (кінець XIX — початок XX ст.)
- І. Мороз (Київ). Славістичні погляди Івана Крип'якевича за матеріалами його неопублікованої монографії «Київська Русь (початок Київської держави)»
- К. Івангородський (Черкаси). Сучасна історична наука в Білорусі з погляду білоруських істориків

Історія та культура слов'ян
- В. Корнієнко (Київ). Нововиявлений фресковий образ св. цілителя Козми в західній внутрішній галереї Софії Київської
- О. Головко (Київ). Похід волинських князів Данила та Василька Романовичів у Польщу (1229 р.) у розповіді галицько-волинського літопису
- О. Джура (Київ). Династія Неманичів: шлях від католицької до православної ідентичності
- Н. Нікітенко (Київ). Ікона «Богородиця Нікопея» на Золотих воротах як захисний символ Києва
- П. Яницька (Київ). Логишинська ікона Божої Матері «Королева Полісся» в контексті вивчення релігійного станкового живопису Білорусі XVII—XVIII ст.
- Н. Полонська-Василенко (Мюнхен). До історії першої Новоросійської губернії (1764—1774) / Публ. та ред. Д. Гордієнка
- О. Малюта (Київ). «Винайдення традиції» у період національного відродження кінця XVIII — початку XX ст. (на прикладі європейських народів)
- Р. Ковальчик (Лодзь, Польща). Рік 1812. Чому Наполеон не пішов на Київ?
- Б. Крупницький (Гіммельпфортен). Революційні перетворення в сучасній українській історії / Пер. з англ. Д. Гордієнка
- Ю. Яковлєв (Івано-Франківськ). Русько-українська радикальна партія на Перемишльщині (1890-ті рр.): основні напрями діяльності
- А. Стародуб (Київ). Особливості фабули та сюжету роману М. Брешко-Брешковського «Ряса и кровь»
- А. Сенюк (Запоріжжя). Болгарські освітні заклади південної України (20–30 рр. XX ст.)
- О. Новікова (Київ). Болгарський період в житті та діяльності дослідника української історії Венедикта Мякотіна
- В. Ковальчук (Київ), Я. Антонюк (Київ). Василь Кук у повсякденному житті (кін. 1940-х — поч. 1950-х рр.)
- А. Кавунник (Київ). Діяльність комітету з питань європейської інтеграції та постійної делегації України в ПА «Євронест»: джерела до вивчення, етапи розвитку
- Скорочення
- Contents